# Prunéřov
Prunéřov (německy Brunnersdorf) je místní částí města Kadaň v okrese Chomutov. Větší část Prunéřova musela ustoupit těžbě hnědého uhlí po druhé světové válce. Původní vesnice byla téměř tři kilometry dlouhá a rozkládala se po obou stranách Prunéřovského potoka od severního okraje Kadaně až k podhůří Krušných hor k osadě Nová Víska pod hradem Hasištejn. Leží v nadmořské výšce okolo 320 metrů.

## Název
Název vesnice byl pravděpodobně odvozen z osobního jména Brunhard ve významu Brunhartova ves. V historických pramenech se jméno vesnice vyskytuje ve tvarech: Brumardsdorf (1261), Brunnersdorf (1352), Bruneri villa (1352), de Bruneriuilla (1355), in Brunneriuilla (1356), de Bruneriwilla (1358), de Brunerzieua (1384), in Prunneriuilla (1401), in Brumsdorf (1405), in Prunerivilla (1406), kromě Prunera (1431), Prunerzow (1431), in Brunarzow (1441), in Prunerzowie (1466), s polovicí vsi Prunerzowa (1481), Prunijrzow (1541), w Prunerzowie (1543), ze vsi Prunerzowa (1606), Prunerzow (1623) a Brunnersdorf (1787).

## Historie

### Do třicetileté války

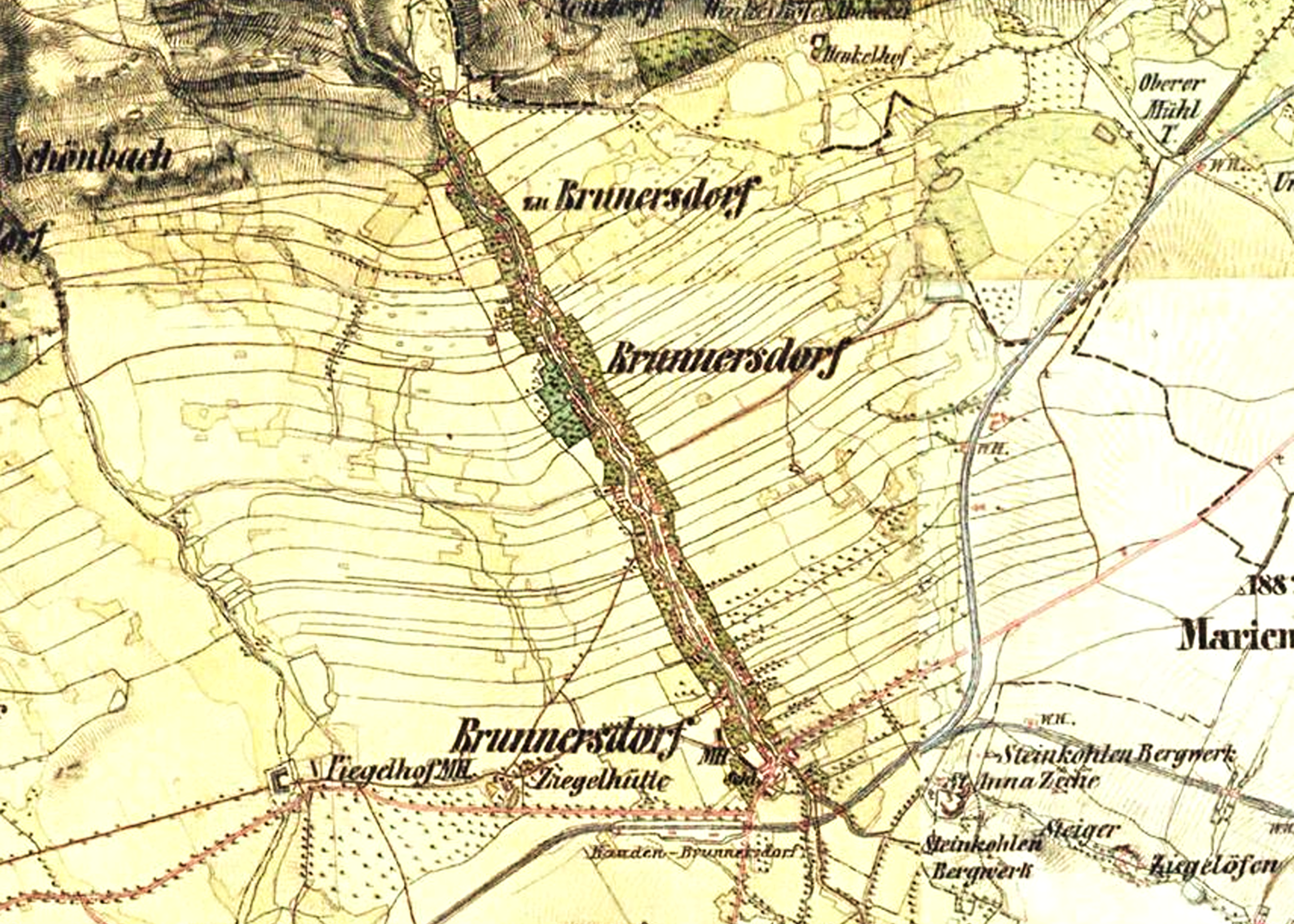
Prunéřov (Brunnersdorf) na mapě z poloviny 19. století

První písemná zmínka o Prunéřovu pochází z roku 1261. Podle obecní kroniky a zpráv tradovaných regionální literaturou jej někdy v té době založil kadaňský měšťan Arno na popud krále Přemysla Otakara II. Obecní kronika také obsahuje zmínku o johanitovi Brunovi z kadaňské komendy, podle kterého mohla být ves pojmenována.
Roku 1352 potvrdil Karel IV. bratrům Albertovi, Fridrichovi a Ditrichovi ze Šumburka léno, ke kterému patřily Mikulovice a Prunéřov. Patronátní právo právo v Prunéřově však až do šestnáctého století vykonávali kadaňští johanité. Pánům ze Šumburka vesnice patřila do patnáctého století a většinu doby tvořila část panství hradu Perštejn. Roku 1431 si bratři Aleš a Vilém ze Šumburka dělili majetek, a Prunéřov přitom rozdělili na dva díly. Takzvaný Starý Prunéřov připadl Vilémovi, který jej připojil k nově založenému Šumburku.
Vilém ze Šumburka svou část Prunéřova se třemi mlýny a třemi chovnými rybníky roku 1449 prodal Vilémovi z Ilburka a o čtyři roky později se tato část dostala do držení rodu Fictumů. Z nich se mezi majiteli postupně vystřídali Bernhard, Jan, Wolf Ditrich (1525–1555) a Leo. Druhý díl Prunéřova, tzv. Novou stranu, Aleš ze Šumburka prodal roku 1445 Mikulášovi II. Hasištejnskému z Lobkovic. Za Mikuláše III. patřila k Údlicím a od roku 1518 k Hasištejnu. Od Lobkoviců ji ve druhé polovině šestnáctého století koupil Leo z Fictumu. Ten panství vlastnil až do roku 1577, kdy přešlo na jeho matku Eleanoru. Leo z Fictumu na svém panství šířil luteránství. Vesnice v té době měla vlastního soudce a dvanáctičlennou obecní radu. Polovina radních se každým rokem, na svátek Svatého Jiří, měnila.
V roce 1590 si bratři Kryštof a Bohuslav Felix rozdělili fictumovské dědictví. Bohuslav zdědil Starý Prunéřov, Mory a dvůr Pigelhof. Sídlil od té doby na Pigelhofu, kde nechal postavit tvrz. Ještě před koncem století přesídlil na jím založený prunéřovský zámek, ke kterému v roce 1608 připojil i Málkov.

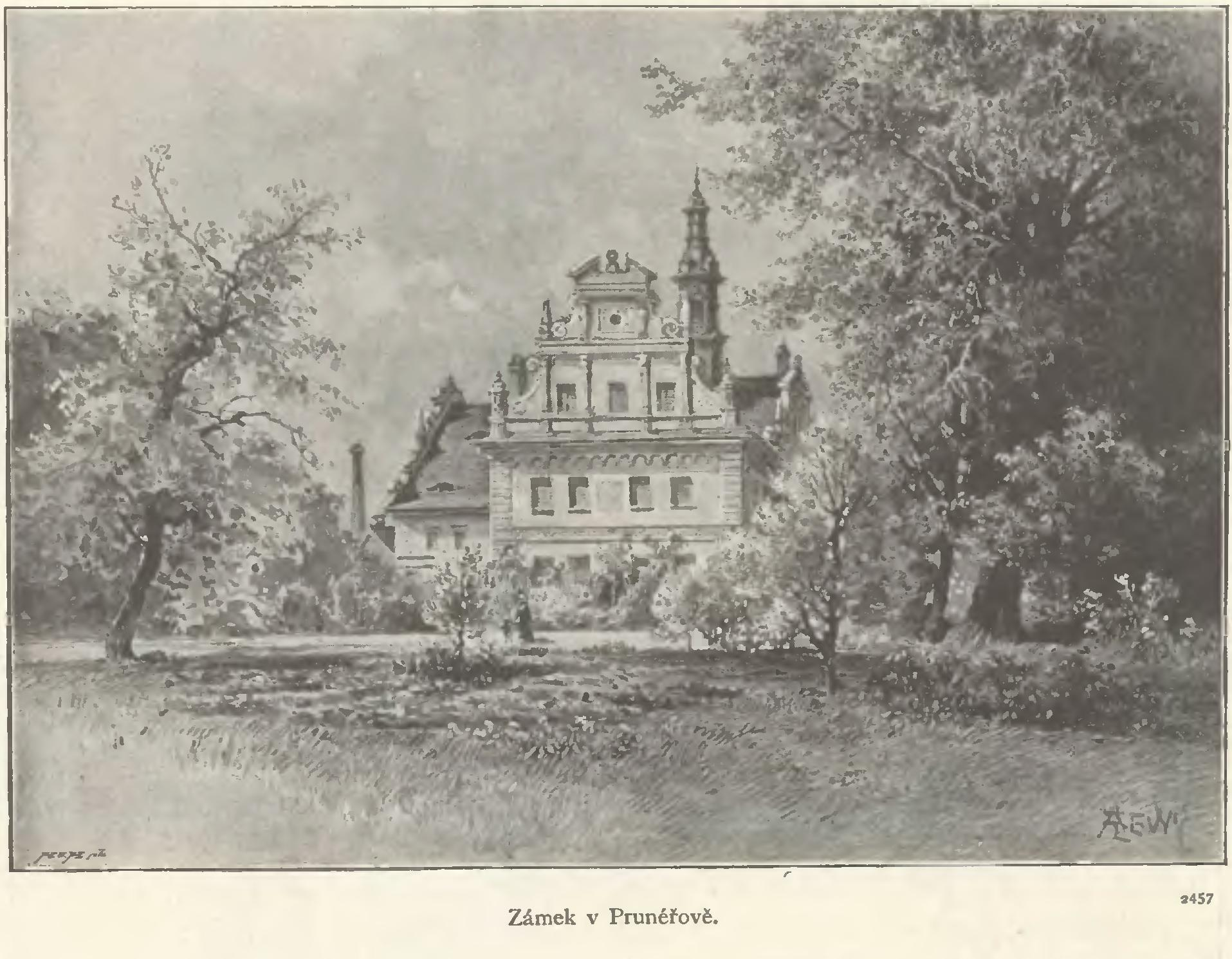
Prunéřovský zámek

Po porážce na Bílé hoře byl královskou radou Fictumům majetek zabaven a 30. října 1623 prodán Jaroslavu Bořitovi z Martinic. Krátce poté k němu Martinic připojil i sousední panství Ahníkov, které bylo zkonfiskováno ze stejných důvodů Štampachům.

### Po třicetileté válce

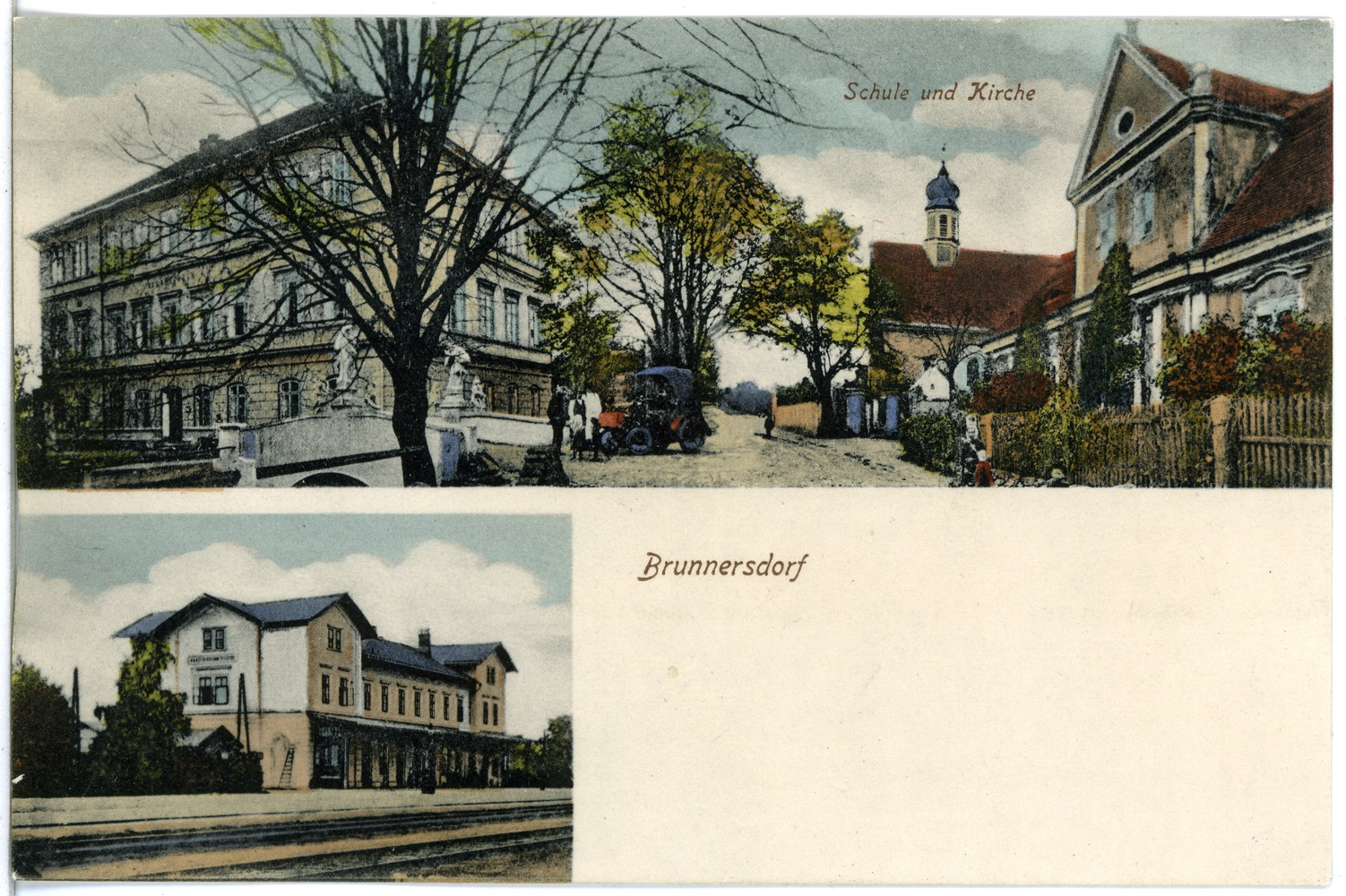
Prunéřovský kostel, škola a bývalé nádraží

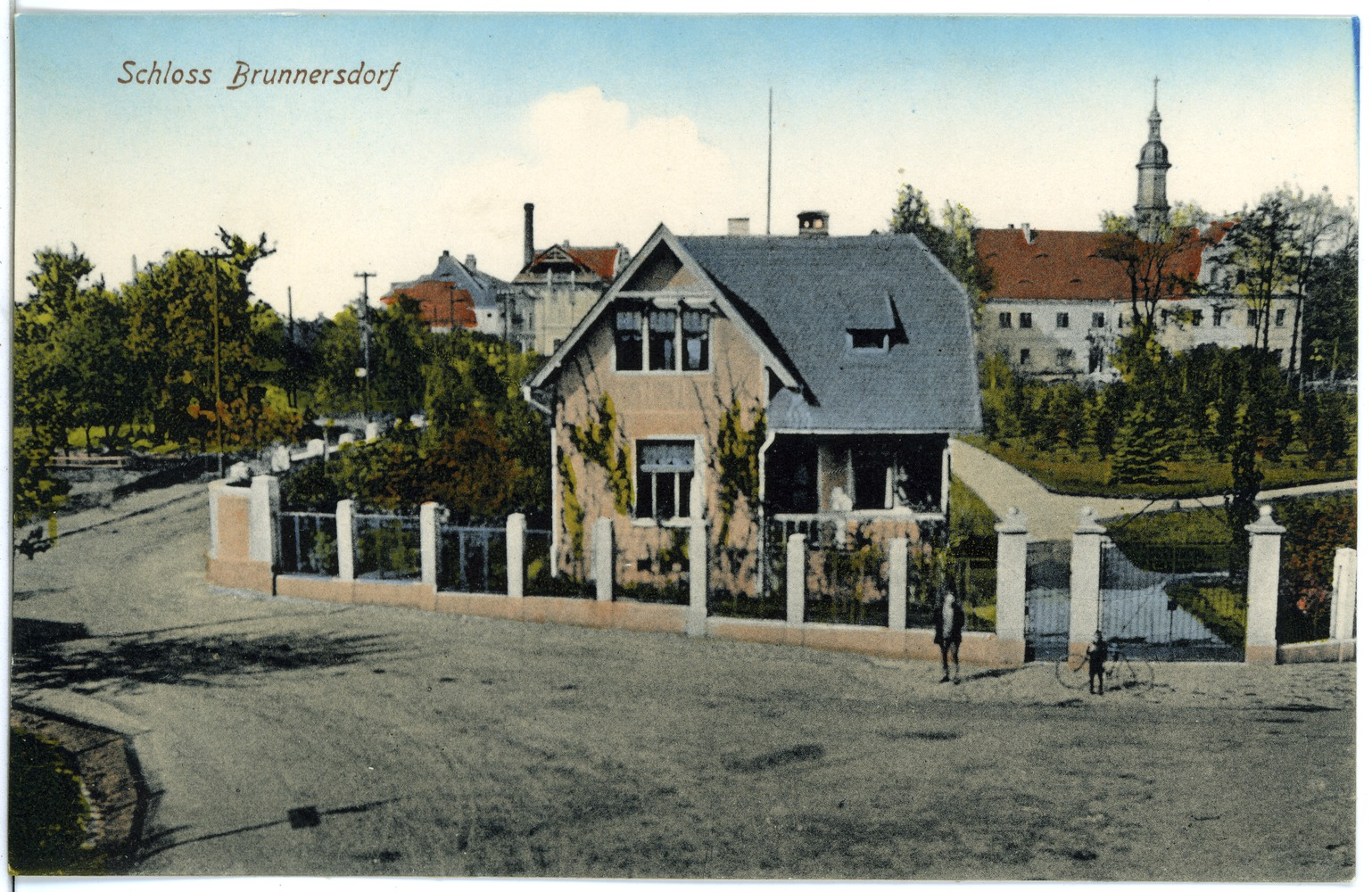
Zámecký areál

Třicetiletá válka se rozsáhlé obce dotkla velmi citelně. Důsledky války byly v podobě zchátralých usedlostí patrné ještě v roce 1654, kdy byla sepsána berní rula. Podle ní v Prunéřově žilo sedm sedláků, 71 chalupníků a deset lidí bez pozemků. Celkem vlastnili 112 potahů 200 krav, 147 jalovic, 285 ovcí, 154 prasat a jednu kozu. U vesnice stály dva mlýny s jedním kolem a tři mlýny se dvěma koly.
Roku 1655 přešlo spojené panství Ahníkov–Prunéřov na třetího syna Jaroslava Bořity, Maxmiliána Valentina, který vylepšil dědická práva obyvatel, ale také zvýšil počet robotních dnů ze 169 a půl dne na 279 a půl dne. Panství bylo poté roku 1678 znovu rozděleno. Prunéřov připadl jeho nejstaršímu synovi Jaroslavu Bernardovi, který však zemřel bez dědiců, a tak majetek i s hradem Hasištejn přešel na jeho bratra Jiřího Adama, pána na Zbečně a ve Slaném. Roku 1773 však celá prunéřovská větev Martiniců vymřela Františkem Michalem po meči. Ten v polovině století rozsáhle zrekonstruoval kostel svatého Petra a Pavla. Rodový majetek převzal František Karel z ahníkovské větve. Ani on však nezanechal dědice, a celé panství zdědila Michalova dcera Marie Anna z Althanu. V té době její spojené ahníkovsko-prunéřovské panství tvořilo 42 vesnic a statků.
Od roku 1782 do roku 1829 bylo u vsi vysoušeno velké jezero. Od roku 1787 měla obec vlastní školu a chudobinec, panský pivovar, palírnu kořalky a bednářství. Záznam o robotě z roku 1793 uvádí, že 848 obyvatel Prunéřova odpracovalo 3 644 dní roboty s potahem, 4 991 dní ruční roboty v létě a 3 355 dní ruční roboty v zimě. Kromě toho vrchnosti odváděli různé poplatky. Prunéřovský potok sloužil ke splavování dřeva z Krušných hor do Kadaně.

### Novodobé dějiny
Roku 1846 v Prunéřově stálo 158 domů. V roce 1870 bylo nedaleko zámku postaveno nádraží a cukrovar. O rok později společnost Buštěhradská dráha otevřela trať Karlovy Vary – (Kadaň) Prunéřov – Březno a dva roky nato dvanáctikilometrový úsek Prunéřov–Chomutov.
Dalším držitelem panství se stal průmyslník Franz Preidl, který nákladně přestavoval zámek v pseudoromantickém slohu. V tom pokračoval i jeho dědic Emanuel Karsch, jehož syn držel panství až do roku 1945. Po druhé světové válce byl majetek Karsche mladšího zabaven a zámek sloužil od té doby různým účelům až do své likvidace v roce 1982.
V období první republiky byl Prunéřov jednou z největších a nejlépe vybavených obcí v oblasti. V elektrifikované obci byla obecná škola (včetně české), praktický lékař, lékárna, spořitelna, záložna, jedenáct hostinců, různé obchody a mnoho drobných řemeslníků. Působili v ní také dva taxikáři a pohřební ústav, kromě pivovaru, cukrovaru a čtyř mlýnů zde byla továrna na konzervy, cihelna, kaolinka a dvě stavební firmy.
Během druhé světové války v Prunéřově byly tři zajatecké tábory. Po válce byli vysídleni původní obyvatelé, ale vesnici se podařilo částečně dosídlit, takže počet obyvatel klesl oproti předválečnému počtu jen o necelou polovinu. Roku 1949 ve vsi hospodařilo 73 zemědělců, z nichž 68 následujícího roku založilo jednotné zemědělské družstvo, které prosperovalo, dokud se nezačala plánovat likvidace sídla. V roce 1962 zahájila činnost Likvidační komise a začala probíhat postupná demolice domů. Kvůli důlní činnosti v prostoru Lomu NástupTušimice musel být přeložen potok, silnice a později i železnice. Zachovalo se pouze několik domů na severním konci vsi. V letech 1977–1982 byla zbořena dolní část vesnice včetně zámku a bývalého pivovaru. V rámci jedné z akcí Z místní vybudovali areál koupaliště s autokempem.

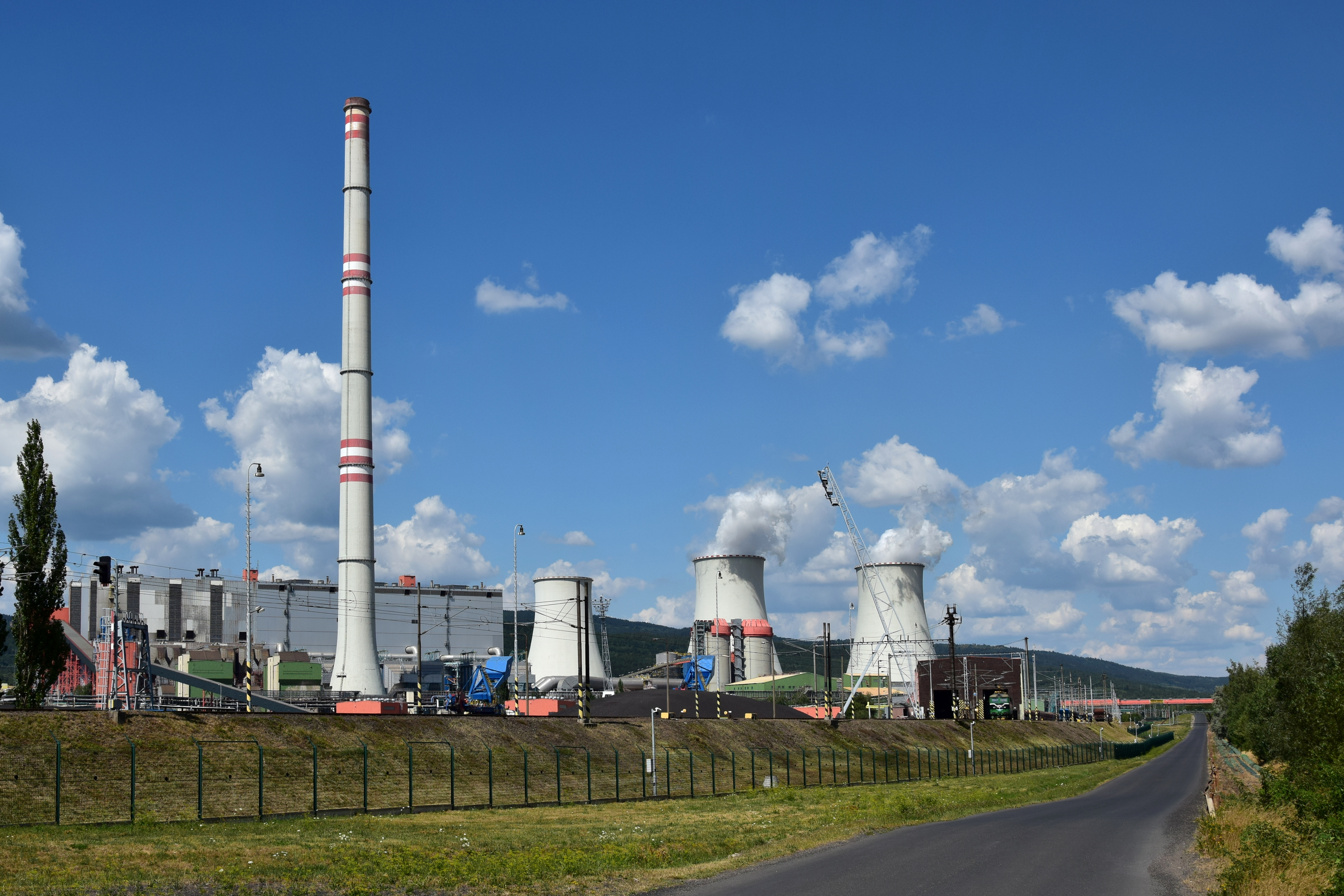
Elektrárna Prunéřov

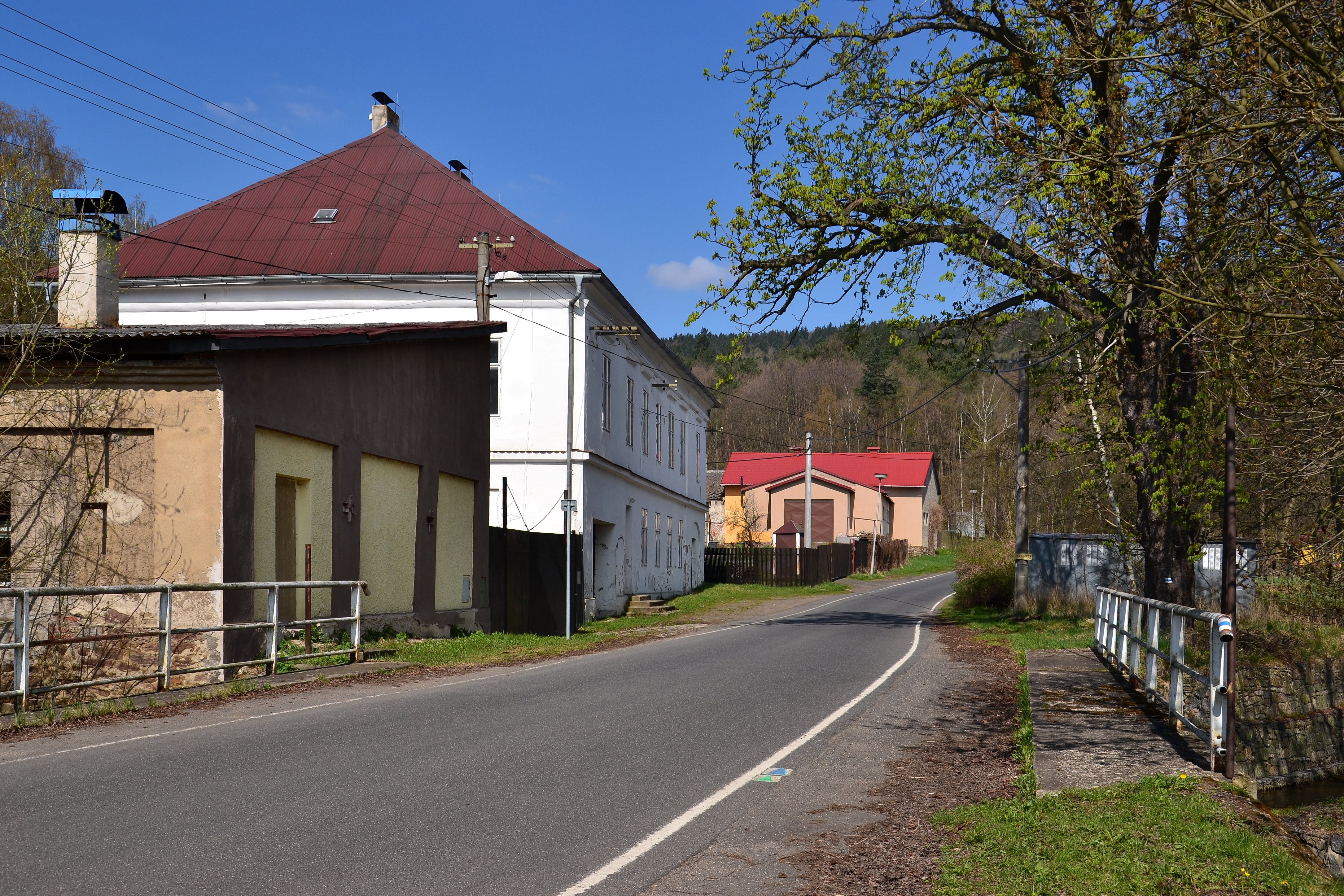
Dochované domy na severním konci Prunéřova

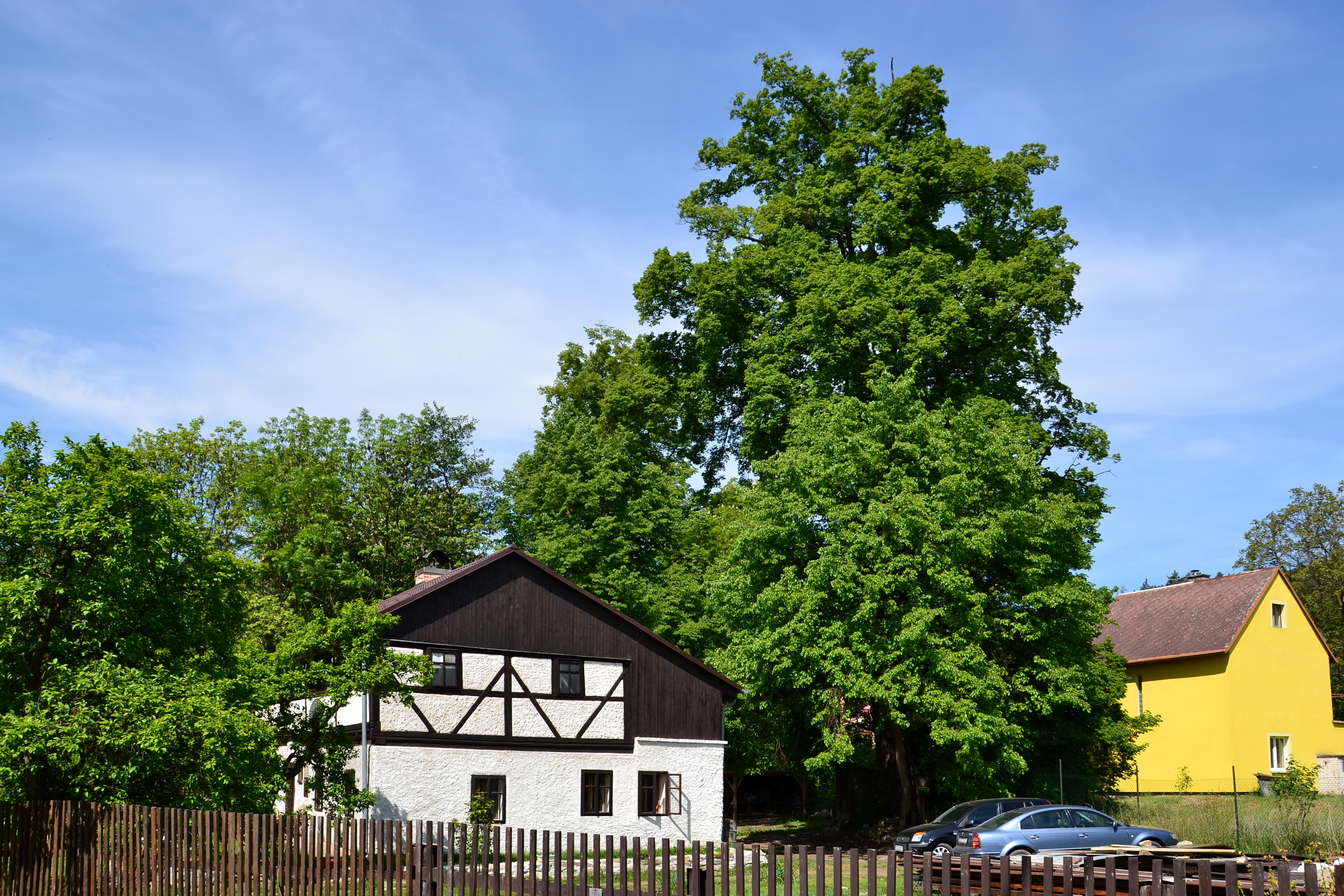
Památný strom Prunéřovská lípa

Na větší části bývalého Prunéřova je dnes těžba ukončena a plochy jsou zrekultivovány. V severozápadní části stojí areály elektráren Prunéřov I a II, a nově vybudované nádraží Kadaň. Zachovaná jihozápadní část vesnice se změnila na průmyslovou čtvrť s minimem obyvatel. Sídlí zde firmy STS, Armabeton, Prefa, ČSAD a další. Město Kadaň k bývalému nádraží přesunulo ubytovnu pro neplatiče a tzv. nepřizpůsobivé občany.

### Hornictví
Těžba hnědého uhlí v okolí Prunéřova a Milžan začala už před rokem 1780, kdy zde bylo v provozu několik obecních dolů. Ty se na rozdíl od dolů v okolí Pětipes udržely poměrně dlouho, protože měly podstatně lepší geologické podmínky: kvalitní uhlí bylo většinou uloženo v hloubkách do deseti až dvaceti metrů a mocnost sloje se přesahovala tři až šest metrů. Část podniků byla sice uzavřena během hospodářské krize po roce 1873, ale jiné ji překonaly a během první světové války došlo k opětovnému rozvoji podnikání. V té době byly také otevírány první velké povrchové lomy.
Na jižním okraji obce se nacházel největší těžařský podnik milžansko-prunéřovské oblasti: lom Meissner (též Libuše). Byl otevřen v roce 1917 jako povrchový lom, kde se těžily dvě tři až osm metrů mocné sloje z hloubek do patnácti metrů. Uhlí se vozilo po železniční vlečce do stanice Kadaň–Prunéřov, která byla pouhých 300 metrů daleko. Zpočátku zaměstnával až sto horníků, kteří těžili 50 000 tun uhlí ročně, ale později jeho produkce poklesla. Do roku 1940 se v lomu vytěžilo až 800 000 tun uhlí. Jeden kilometr jihovýchodně od vesnice byl důl Anna založený již v roce 1806, který zůstal v téměř nepřetržitém provozu až do roku 1940. V devatenáctém století v něm pracovalo až dvacet horníků, kteří z části hlubinně a z části povrchově dobývali 5–9 m mocnou sloj uloženou v hloubkách do dvaceti metrů. Koncem devatenáctého století se uhlí i důlní voda využívaly v blízkém cukrovaru, do kterého vedla úzkorozchodná železniční trať. Ke konci života podniku se přešlo výhradně na povrchovou těžbu. Celkem důl vyprodukoval asi 1 000 000 tun uhlí. Další důl Otto (též Bruno) se od roku 1860 nacházel dva kilometry východně od vesnice. Uhlí se v něm těžilo z téměř devět metrů mocné sloje v hloubce kolem padesáti metrů pod povrchem. Prodávalo se do okolních cihelen, pivovarů a ve stanicích Buštěhradské dráhy. Důl byl uzavřen v roce 1907 s celkovou produkcí 650 000 tun uhlí.
Další doly (např. Trojice, Jan, Klemens nebo Karolina) u Prunéřova patřily k menším podnikům, které zaměstnávaly okolo pěti až patnácti horníků s jejich rodinami a ročně produkovaly 500–2000 tun uhlí. Největší z nich byl Václav, který byl otevřen od konce šedesátých let devatenáctého století do roku 1912 a poskytl asi 100 000 tun uhlí. Dále tu byl od šedesátých let devatenáctého století důl Robert, kde se s jednou delší přestávkou vytěžilo až do roku 1910 celkem 20 000 tun. V krátkém období let 1917–1919 se v dalším dole Berta vytěžilo 30 000 tun. Posledním větším podnikem byl důl Ring u Horního mlýnského rybníka. Byl otevřen ještě kratší dobu (1919–1920), za kterou se z hloubek do dvaceti metrů získalo asi 20 000 tun uhlí.

## Obyvatelstvo
Při sčítání lidu v roce 1921 zde žilo 2242 obyvatel (z toho 1083 mužů), z nichž bylo 135 Čechoslováků, 2076 Němců a 31 cizinců. Výrazně převažovala římskokatolická většina, ale 51 lidí bylo členy evangelických církvi, deset židů, sedm lidí patřilo k jiným nezjišťovaným církvím a deset lidí bylo bez vyznání. Podle sčítání lidu z roku 1930 měla vesnice 2324 obyvatel: 188 Čechoslováků, 2106 Němců a 30 cizinců. Počet lidí bez vyznání vzrostl na 117 a dále zde žilo padesát evangelíků, čtyři členové církve československé, devět židů, šest příslušníků ostatních církví a zbytek lidí patřil k církvi římskokatolické.
|                                                         | 1869  | 1880  | 1890  | 1900  | 1910  | 1921  | 1930  | 1950  | 1961  | 1970 | 1980 | 1991 | 2001 | 2011 | 2021 |
| ------------------------------------------------------- | ----- | ----- | ----- | ----- | ----- | ----- | ----- | ----- | ----- | ---- | ---- | ---- | ---- | ---- | ---- |
| Obyvatelé                                               | 1 295 | 1 796 | 1 889 | 2 193 | 2 173 | 2 242 | 2 324 | 1 371 | 1 354 | 254  | 97   | 61   | 336  | 292  | 252  |
| Domy                                                    | 165   | 230   | 247   | 271   | 288   | 292   | 320   | 292   | 269   | 50   | 30   | 29   | 20   | 28   | 26   |
| V počtu domů z roku 1961 jsou zahrnuty domy Nové Vísky. |       |       |       |       |       |       |       |       |       |      |      |      |      |      |      |

## Obecní správa
Roku 1850 se Prunéřov stal samostatnou obcí, ale Stará a Nová strana měly své vlastní obecní výbory a k jejich sloučení došlo až od 1. ledna 1919. Při sčítání lidu v roce 1869 k obci patřila osada Bystřice, ale podle Vladimíra Vítka se osamostnila už roku 1864. K 1. lednu 1966 obec Prunéřov formálně zanikla a její katastrální území bylo připojeno jako část města ke Kadani.

## Pamětihodnosti
Významnými památkami ve vesnici byly barokní kostel svatého Petra a Pavla zbořený v letech 1962–1966 a novorenesanční prunéřovský zámek. Z kostela má pocházet reliéf Kristovo příbuzenstvo z Prunéřova, který byl nalezen na půdě místní rokokové fary z let 1763–1766. Přes potok vedl most se sochou svatého Floriána z roku 1769 od K. J. Waitzmanna. Nedaleko mostu býval také mariánský sloup s rokokovými sochami svatého Josefa, svatého Jáchyma, svaté Anny a svatého Aloise.

## Osobnosti
- Anton Wolkenstein-Trostburg (1832–1913), rakousko-uherský diplomat
- Ernst Krob, inženýr a architekt[26]
- Miroslav Krása (* 1952), hokejista
- Wilhelm Wolkenstein-Trostburg (1836–1915), rakousko-uherský politik